# Les Allusifs
Les Allusifs là một nhà xuất bản có trụ sở ở Montréal, Québec, được thành lập vào năm 2001 bởi nhà văn Brigitte Bouchard. Sau khi phá sản vào năm 2012, nhà xuất bản đã hoạt động trở lại vào năm sau đó. Jean-Marie Jot chấp nhận hợp đồng của các tiểu thuyết ngắn (thường dưới 200 trang) bằng tiếng Pháp, tác giả thuộc nhiều quốc tịch, nói tiếng Pháp hoặc không.
Les Allusifs đã xuất bản các tiểu thuyết của Sylvain Trudel, Sophie Divry và Horacio Castellanos Moya, Élie Maure (người đã giành được giải Le Cœur de Berlin năm 2018 cho cuốn tiểu thuyết đầu tay), Patrick Froehlich.